# Varenne-l'Arconce
Varenne-l'Arconce é uma comuna francesa na região administrativa de Borgonha-Franco-Condado, no departamento Saône-et-Loire. Estende-se por uma área de 8,38 km². Em 2010 a comuna tinha 118 habitantes (densidade: 14,1 hab./km²). É banhada pelo rio Arconce.